# Piloromiotomía

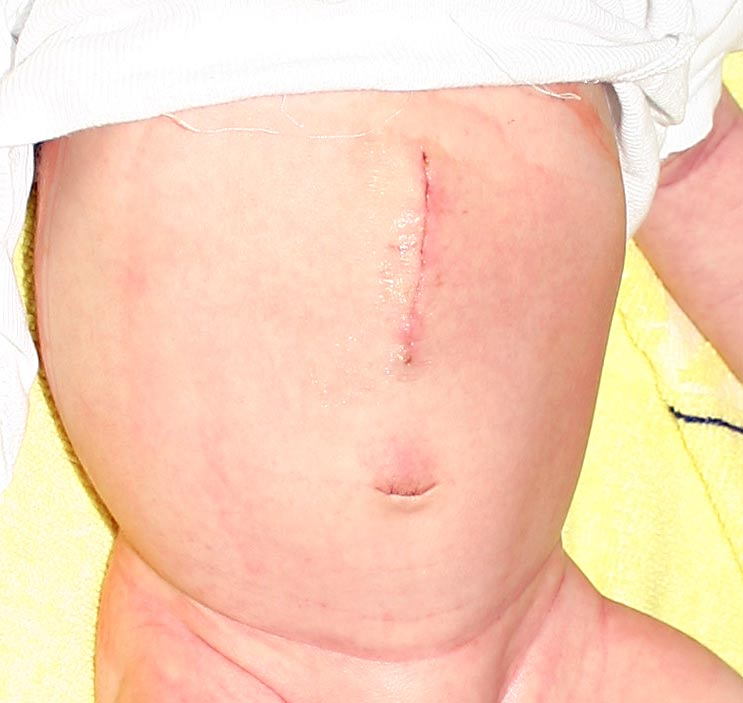
Cicatriz de una piloromiotomía

Una piloromiotomía es un procedimiento quirúrgico en el que se practica una incisión en las capas musculares longitudinal y circular del píloro. Se usa para tratar la estenosis hipertrófica del píloro.

## Procedimiento
El músculo hipertrofiado del píloro, se corta en toda su longitud hasta que se produce herniación de la mucosa. Si esta se daña, se sutura con seda o Vicryl. También recibe el nombre de piloromiotomía de Ramstedt en honor de Conrad Ramstedt, quien realizó este procedimiento en 1911. Sin embargo, Harold Stiles lo practicó antes, en 1910.